# Chèvremont
Chèvremont è un comune francese di 1 514 abitanti situato nel dipartimento del Territorio di Belfort nella regione della Borgogna-Franca Contea.
Il territorio comunale è bagnato dalle acque del fiume Madeleine.

## Società

### Evoluzione demografica
Abitanti censiti